# Neobouteloua pauciracemosa
Neobouteloua pauciracemosa là một loài thực vật có hoa trong họ Hòa thảo. Loài này được M.G.López & Biurrun mô tả khoa học đầu tiên năm 1999.